# Franklin (Virgínia de l'Oest)
Franklin és una població dels Estats Units a l'estat de Virgínia de l'Oest. Segons el cens del 2000 tenia 797 habitants.

## Demografia
Segons el cens del 2000, Franklin tenia 797 habitants, 362 habitatges, i 222 famílies. La densitat de població era de 615,4 habitants per km².
Dels 362 habitatges en un 24,3% hi vivien nens de menys de 18 anys, en un 50,6% hi vivien parelles casades, en un 8,3% dones solteres, i en un 38,4% no eren unitats familiars. En el 35,1% dels habitatges hi vivien persones soles el 18% de les quals corresponia a persones de 65 anys o més que vivien soles. El nombre mitjà de persones vivint en cada habitatge era de 2,17 i el nombre mitjà de persones que vivien en cada família era de 2,8.
Per edats la població es repartia de la següent manera: un 20,7% tenia menys de 18 anys, un 5,9% entre 18 i 24, un 23,8% entre 25 i 44, un 25,6% de 45 a 60 i un 24% 65 anys o més.
L'edat mediana era de 44 anys. Per cada 100 dones de 18 o més anys hi havia 79,5 homes.
La renda mediana per habitatge era de 32.125 $ i la renda mediana per família de 40.500 $. Els homes tenien una renda mediana de 23.839 $ mentre que les dones 18.056 $. La renda per capita de la població era de 15.609 $. Entorn del 6% de les famílies i l'11,1% de la població estaven per davall del llindar de pobresa.

## Poblacions més properes
El següent diagrama mostra les poblacions més properes.